# Baby Shark

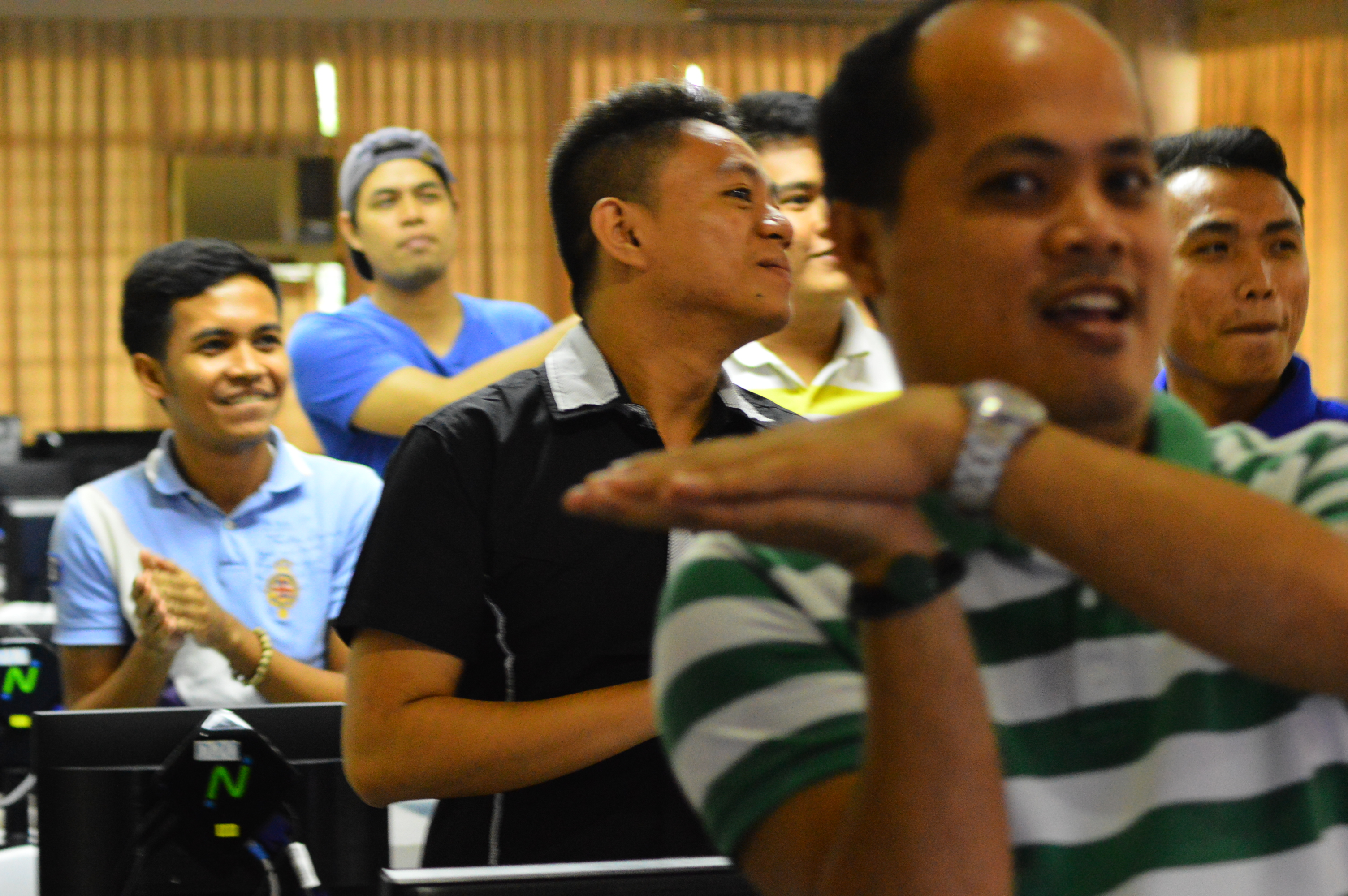
Uczestnicy zlotu bikolskich wikipedystów w Filipinach wykonujący „Baby Shark Dance” (2017)

Baby Shark – anglojęzyczna piosenka dziecięca, która spopularyzowana została przez nagranie „Baby Shark Dance” – najpopularniejszy film w historii serwisu YouTube (na styczeń 2022).

## Pochodzenie piosenki
Piosenka ma formę rymowanki na temat rodziny rekinów, z powtarzaną frazą „doo doo doo doo doo doo”.
Autor „Baby Shark” jest nieznany, sam utwór należy prawdopodobnie do domeny publicznej lub został osierocony. Piosenka spotykana była w latach 70. XX w. na amerykańskich obozach letnich, istnieje też przypuszczenie, że powstała pod wpływem popularności filmu Szczęki Stevena Spielberga z 1975.

## Wersja „Baby Shark Dance”
Piosenka „Baby Shark” została pierwotnie zaśpiewana przez 10-letnią wówczas koreańsko-amerykańską piosenkarkę Hope Segoine i przesłana do YouTube w 2015 roku przez południowokoreańską firmę edukacyjną Pinkfong (spółkę zależną południowokoreańskiej firmy SmartStudy). W czerwcu 2016 Pinkfong wydała drugą wersję zatytułowaną „Baby Shark Dance” z dwójką dzieci wykonujących również taniec. To ta wersja trafiła na sam szczyt YouTube.
Teledysk zaczyna się od fragmentu z IX Symfonii Antonina Dvořáka, która buduje napięcie i przypomina jednocześnie główny temat ze „Szczęk”. Następnie prezentowana jest rodzina rekinów: dziecko, matka, ojciec, babka i dziadek, po czym wszyscy udają się na polowanie. Źródłem sukcesu piosenki jest chwytliwa melodia, powtarzalność, łatwy tekst i prosta choreografia.
Piosenka początkowo zdobyła popularność wirusową w południowo-wschodniej Azji, następnie w Stanach Zjednoczonych i Europie. Dotarła do 6. miejsca na brytyjskiej liście przebojów, a także do 32. na amerykańskiej. Jednym z efektów popularności piosenki stało się „Baby Shark Challenge” – wyzwanie polegające na odtworzeniu choreografii z teledysku, podczas gdy tancerz porusza się wzdłuż wolno jadącego samochodu.
Twórcy teledysku dyskontowali jego popularność przez 75-minutowy spektakl „Baby Shark Live!”, prezentowany na trasie w Stanach Zjednoczonych jesienią 2019.
W listopadzie 2020 teledysk do piosenki „Baby Shark” osiągnął 7 miliardów wyświetleń i został najpopularniejszym filmem w YouTube, wyprzedzając teledysk do Despacito Luisa Fonsiego, a 13 stycznia 2022 roku przekroczył próg 10 miliardów wyświetleń.
W listopadzie 2022 piosenka w Polsce uzyskała status platynowej płyty, a w sierpniu 2023 – dwukrotnie platynowej płyty.

## Wpływ piosenki
- W październiku 2020 trzech pracowników więzienia w Oklahomie zostało oskarżonych o karanie więźniów poprzez zmuszanie ich do słuchania „Baby Shark” bez przerwy przez dwie godziny[11].
- Podczas antyrządowych protestów w Libanie w październiku 2020 protestujący zaśpiewali tę piosenkę, aby uspokoić przebudzone dziecko w pobliskim samochodzie. Nagranie z tego wydarzenia stało się popularne i zostało symbolem nadziei wśród protestujących[1].

## Inne wersje
- Piosenkę wykonywał przez lata DJ Johny Only na amerykańskich obozach letnich dla dzieci, nagrał też w 2011 jej własną wersję[12].
- W 2007 nagrana została niemiecka wersja „Baby Shark” zatytułowana „Kleiner Hai”, autorstwa 17-letniej Alexandry Müller, znanej jako Alemuel[13]. Singel z taneczną adaptacją piosenki dotarł do 25. miejsca niemieckiej listy przebojów[14].
- Wersja zamieszczona na kanale Bounce Patrol – Kids Songs osiągnęła w grudniu 2020 niemal 2 miliardy wyświetleń w serwisie YouTube[15].
- Na przełomie kwietnia i maja 2022 roku w radiu i telewizji w Polsce nadawano piosenkę przerobioną na potrzeby reklamy Shopee[16]. Reklama została uznana przez większość osób za irytującą[16][17].